# 渡邊龜作
渡邊龜作（日语：渡辺 亀作，1868年—1907年），日本警察兼業餘動物學者，於明治三十六年（1903年）擔任臺灣新竹廳北埔支廳（今新竹縣北埔鄉）北埔駐在所蕃地巡查，後來升任北埔支廳長。他在工作之餘採集昆蟲標本，提供北海道帝國大學的松村松年教授做研究。後來明治四十年（1907年）11月發生北埔事件，北埔支廳遭到包圍，在裡頭的渡邊龜作與其他17名正在舉行學術講習的日本人被殺。
在他去世之後，松村松年為紀念他，特別在替幾種臺灣昆蟲命名時冠上其姓氏。分別是渡邊黃斑蔭蝶（Neope watanabei）、渡邊鳳蝶（Papilio watanabei，現為臺灣鳳蝶異名）及渡邊氏東方蠟蟬（Pyrops watanabei）。

## 相關詞條
- 大島正滿、多田綱輔、江崎悌三、松村松年、青木文一郎、素木得一、堀川安市、菊池米太郎、黑田長禮、楚南仁博、梭德。